# Valö prästgård
Valö prästgård ligger i Valö socken i Östhammars kommun. Mangårdsbyggnaden är från cirka 1786 och har renoverats 1825, 1922 och 1943. På gården finns matkällare, drängstuga/stall, vedbod, utedass, pumphus, tiondebod och sockenbod. Tidigare fanns ett flertal byggnader som under åren rivits, bland annat smedja, bagarstuga och vagnslider. Ursprungligen var mangårdsbyggnaden rödmålad med nävertak men fick sitt nuvarande utseende med enkupigt tegel och gulmålad panel under 1820-talet. Gården är sedan 2002 i privat ägo.

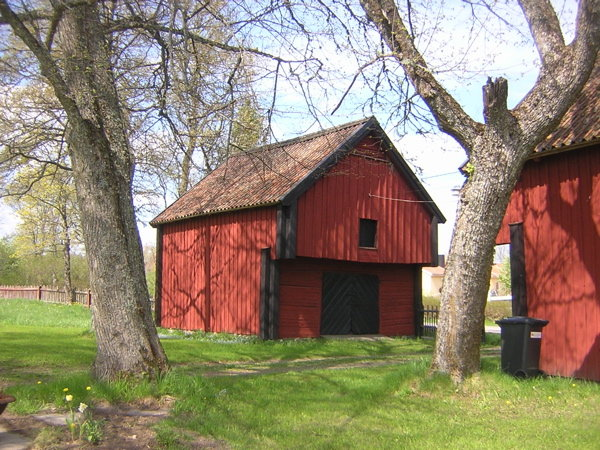
Sockenboden och tiondeboden 2005.

Sockenboden och tiondeboden bildar infarten till Valö prästgård. Tiondeboden uppfördes på initiativ av kyrkoherde Erik Hörner 1768 och blev färdig först 1788. Hit levererades bland annat säd, smör och fisk från församlingens gårdar. Detta var en del av lönen till kyrkoherden. Utsäde levererades till sockenboden för att sparas till dåliga skördeår men sockenboden finansierade främst skolverksamheten i Valö.